# Traillauf

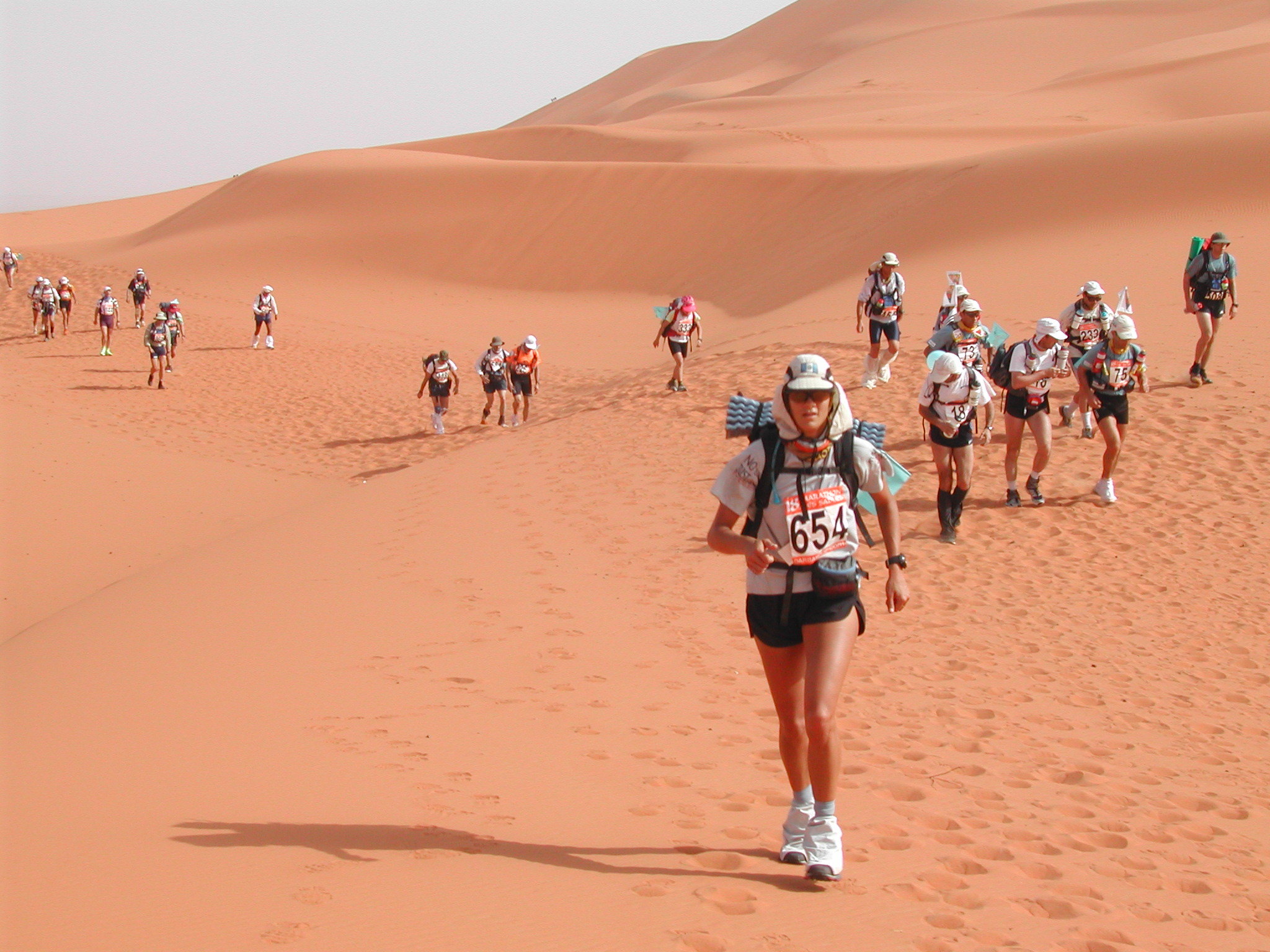
Mónica „Toti“ Fernández beim Trail-Marathon des Sables

Der Traillauf (von englisch trail = ‚Pfad‘ oder ‚Weg‘; auch Trailrunning oder Waldlauf) ist eine Form des Langstreckenlaufs, die abseits asphaltierter Straßen stattfindet. Der Leichtathletik-Weltverband World Athletics (mit der International Trail Running Association) erkannte den Traillauf 2015 als offizielle Disziplin an.

## Überblick

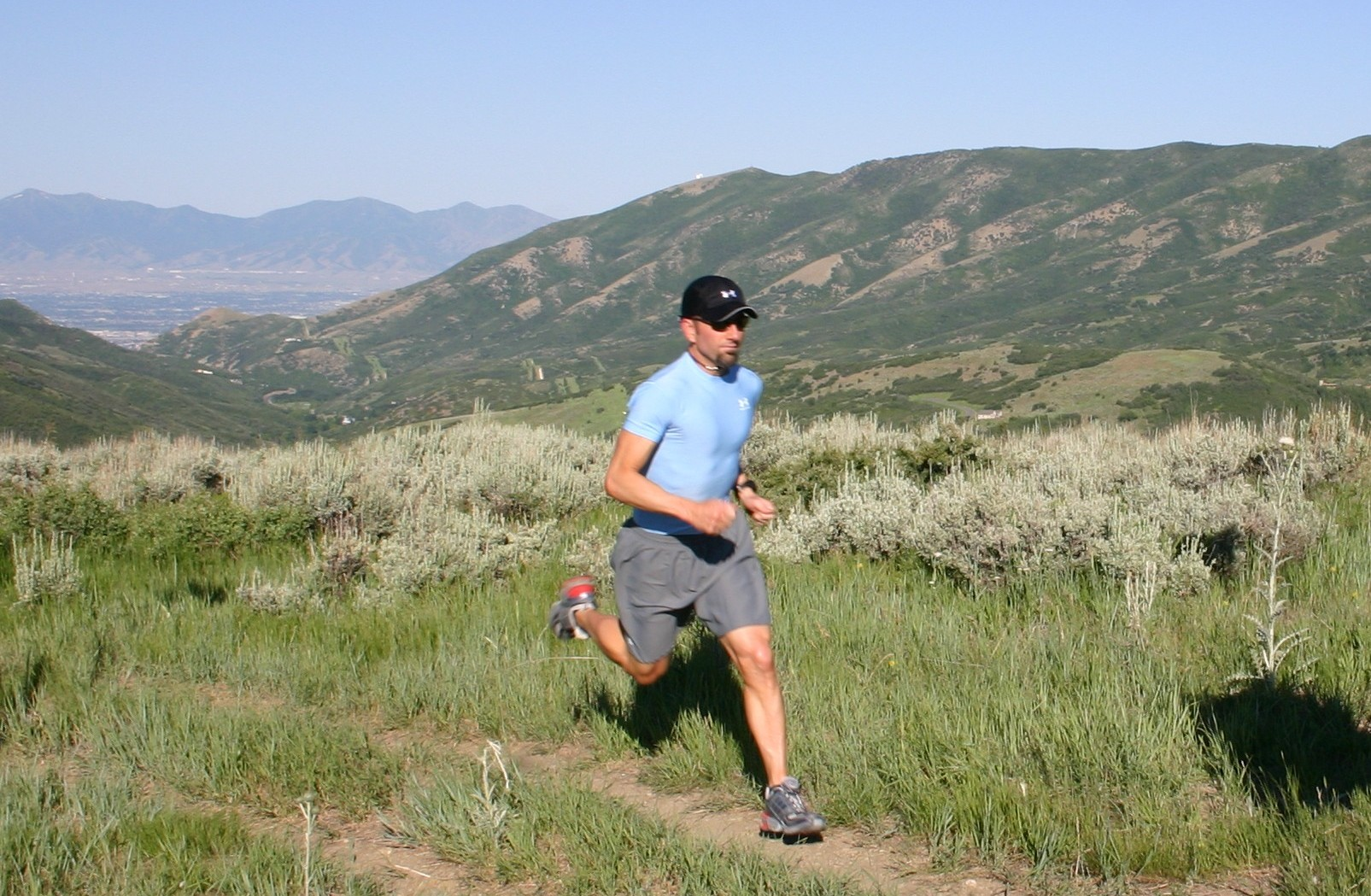
Amateur-Trailläufer in den Big Horn Mountains mit überstrecktem Rückfußlauf

Mit dem Begriff Traillauf (engl. Trail Running) lassen sich alle Ausprägungen des Laufens abseits von Straßen zusammenfassen, vom Jogging im Park auf ebenen Flächen bis hin zu Ultraläufen in mehreren Etappen über die Alpen.
Das Laufen auf Trails wird als besonders naturnah empfunden. Grober Untergrund und Hindernisse trainieren neben der körperlichen Ausdauer auch Koordinations- und Konzentrationsfähigkeit des Läufers. Da der gesamte Körper stabilisiert werden muss, werden mehr Muskelgruppen als beim Laufen auf der Straße beansprucht.
Typische Untergründe der Laufstrecken sind Schotter-, Wald- und Wiesenwege durch Wälder oder Parks, Singletrails, Stein- und Geröllpfade in alpinem Gelände, Trimm-dich-Pfade, Finnenbahnen oder Sand.

## Gemeinsamkeiten und Unterschiede zu anderen Formen des Langstreckenlaufs
Eng verwandt mit dem Traillauf ist der Crosslauf, bei dem es ebenfalls darum geht, sich laufend durch profiliertes Gelände mit natürlichen Hindernissen zu bewegen. Allerdings werden Crossläufe in der Regel auf einem eigens abgesteckten Parcours von 1 bis 2 km absolviert, während für Trailläufe bereits vorhandene Wege und Pfade verwendet werden. Außerdem werden Trailläufe meist über längere Distanzen als Crossläufe durchgeführt, oftmals mit Streckenlängen, die auch im Bereich des Straßenlaufs populär sind (Halbmarathon, Marathon, 100 km usw.). In der Regel jedoch sind Trailläufe anders als Straßenläufe nicht offiziell vermessen, zum einen, weil das Gelände den Einsatz eines Jones-Counters nicht zulässt, zum anderen, weil durch das Profil der Strecke und die Bodenbeschaffenheit die erzielten Zeiten viel zu langsam sind, um für Bestenlisten herangezogen werden zu können. Einige wenige Straßenläufe jedoch führen teilweise über Trails. Beispiele dafür sind der Ho-Chi-Minh-Pfad bei den 100 km von Biel und der Egmond-Halbmarathon, der teilweise über einen Strand und Dünenwege verläuft.
Die allermeisten Bergläufe verlaufen auf Schotter-, Wiesen- und Geröllpfaden und können daher als eine Sonderform des Traillaufs angesehen werden.
Ähnlichkeiten bestehen auch mit dem außerhalb der Leichtathletik angesiedelten Orientierungslauf, bei dem ebenfalls die Anpassung an ständig wechselnde Bodenbeschaffenheit eine große Rolle spielt. Anders als beim Orientierungslauf ist jedoch bei Traillauf-Wettbewerben die Laufstrecke durch Markierungen vorgegeben, so dass vom Teilnehmer in dieser Hinsicht keine übermäßige Konzentration erforderlich ist.
Abzugrenzen ist der Traillauf auch gegen eine Form des städtisch-modernen Hindernislaufs, für den sich als Gattungsbegriff die Bezeichnung „Obstacle Race“ oder Extremhindernislauf zu etablieren scheint, der aber häufig einen spezifischen Veranstalternamen trägt, z. B. StrongmanRun. Es handelt sich dabei meist um eine Laufveranstaltung im Freien, mit Streckenlängen üblicherweise zwischen ca. 5 km und 20 km, auf der in unregelmäßigen Abständen eine Vielzahl von natürlichen und eigens angelegten Hindernissen von den Teilnehmern zu bewältigen ist. Die Hindernisse haben dabei überwiegend einen urbanen und nicht-natürlichen Charakter durch die Verwendung von Schrottwagen, Autoreifen, Netzen, Containern, Treppen, Paletten, Sand- oder Schlamm etc.

## Charakterisierung und Kategorisierung

### Cross-Running (Urban Trail Running/Citytrail)
Die wohl einfachste und häufigste Form des Traillaufs findet auf Schotter-, Wiesen- oder Waldböden ohne größere Hindernisse statt. Viele Läufer starten am liebsten direkt von Zuhause aus und legen daher oft eine gewisse Strecke auf Asphalt zurück, bevor sie dann auf ihre Standardrunde im Wald oder Stadtpark einbiegen. Oftmals werden auf landschaftlich reizvollen Strecken dieser Art mit wechselndem Untergrund Volksläufe veranstaltet.

### Cross-Trail (On Trail)

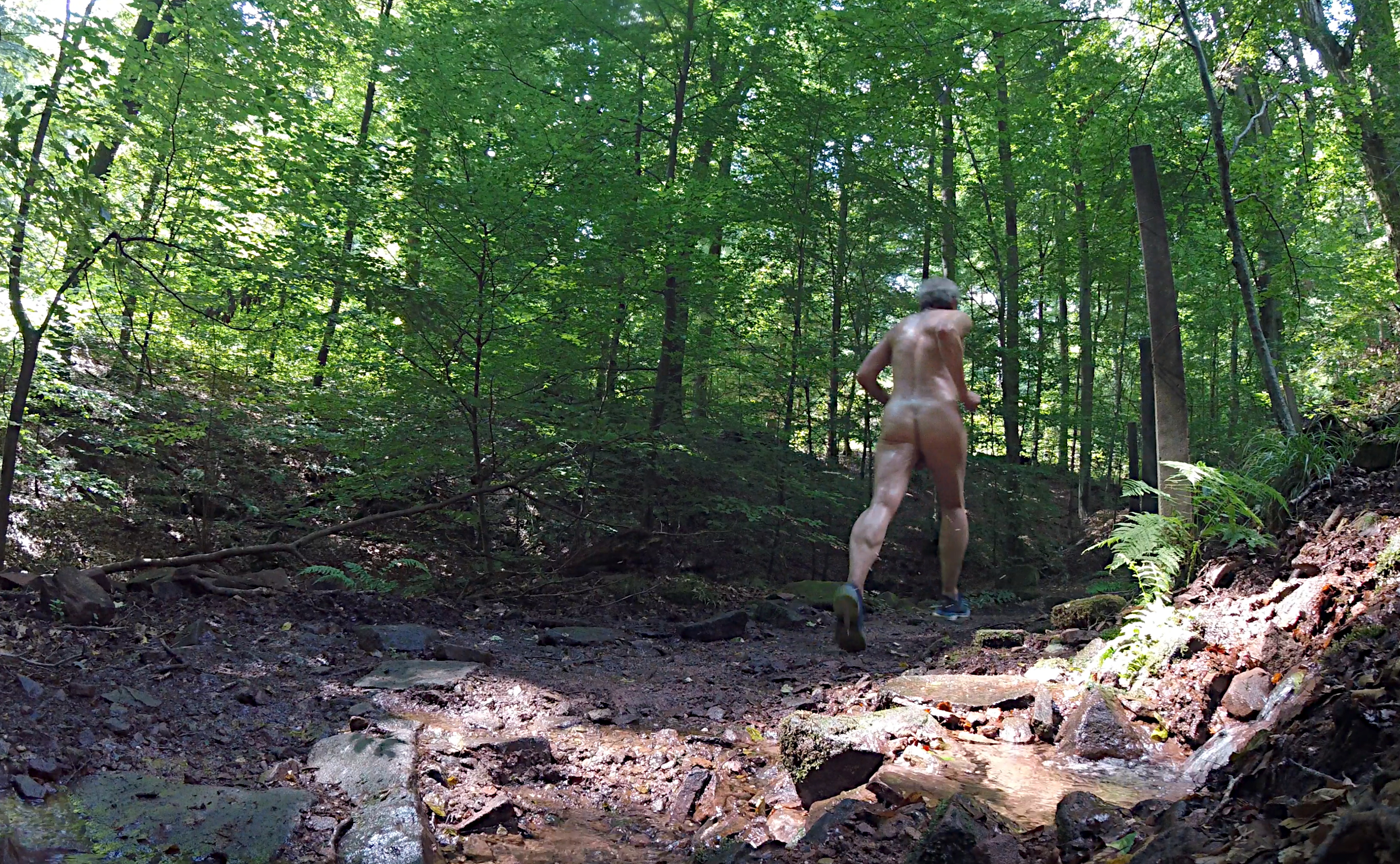
Waldlauf der Art Cross-Trail in hügeligem deutschen Waldgebiet.

Beim Cross-Trail läuft man ausschließlich abseits asphaltierter Straßen, oft in schwierigerem Gelände mit Steigung und Gefälle (s. Berglauf), ohne dabei jedoch die vorhandenen Wege und Trampelpfade zu verlassen.

### Trail-Adventure (Off Trail)
Adventure umschreibt die wohl extremste, sportlich anspruchsvollste Ausprägung des Traillaufs.
Viele suchen das Abenteuer im alpinen Gelände oder abseits befestigter Wege. Der Untergrund (Stein, Geröll, Fels…) erfordert maximale Aufmerksamkeit, und oft müssen extreme Steigungen bzw. Gefälle und teilweise sogar natürliche Hindernisse (Bäume, Äste, Bäche…) überwunden werden.

### Ultralauf
Als Ultratrails bzw. Ultraläufe werden Läufe bezeichnet, die länger als die Marathondistanz sind, siehe Ultramarathon.

## Ausrüstung
Die beim Traillauf nötige Ausrüstung hängt sehr stark von der Schwierigkeit des Geländes, von der Witterung und von der Dauer des Laufes ab. Schuhe für einfaches Gelände (Urban Trail Running) benötigen nur geringfügig mehr Grip und Stabilität als Straßenlaufschuhe.
Schwierigeres Gelände stellt jedoch größere Anforderungen. Dabei werden neben einem guten Profil und guter Stabilität oft auch ein niedriger Schwerpunkt, möglichst geringes Gewicht, Robustheit und Witterungsschutz als wichtig angesehen. Der niedrige Schwerpunkt wirkt sich positiv auf die Stabilität aus und das Gewicht der Schuhe beeinflusst den Sauerstoffverbrauch des Läufers, 100 g an jedem Fuß erhöht den Sauerstoffverbrauch um ca. ein Prozent.
Der Schuh sollte hinsichtlich Dämpfung und Steifigkeit sowohl dem Laufstil des Läufers, als auch dem Gelände angepasst sein. Außerdem muss der Schuh den Fuß vor dem Untergrund, wie etwa scharfen Steinen, schützen.
Die Laufkleidung ist atmungsaktiv und leicht. Für längere Touren werden oft Laufrucksäcke mit wichtigem Gepäck wie Wasser, Essen, Kompass und Karte, Stirnlampe, wetterfeste Kleidung, Mobiltelefon, Erste-Hilfe-Set und Rettungsdecke mitgenommen. Das Wasser wird meistens entweder in einer Flasche in der Hand gehalten, oder per Trinksystem im Rucksack, bzw. in einem Trinkgürtel mitgenommen. Bei vielen längeren Veranstaltungen sind einige dieser Ausrüstungsgegenstände Pflicht. Darüber hinaus verwenden einige Läufer leichte Trekkingstöcke, um die Beinmuskulatur zu unterstützen.

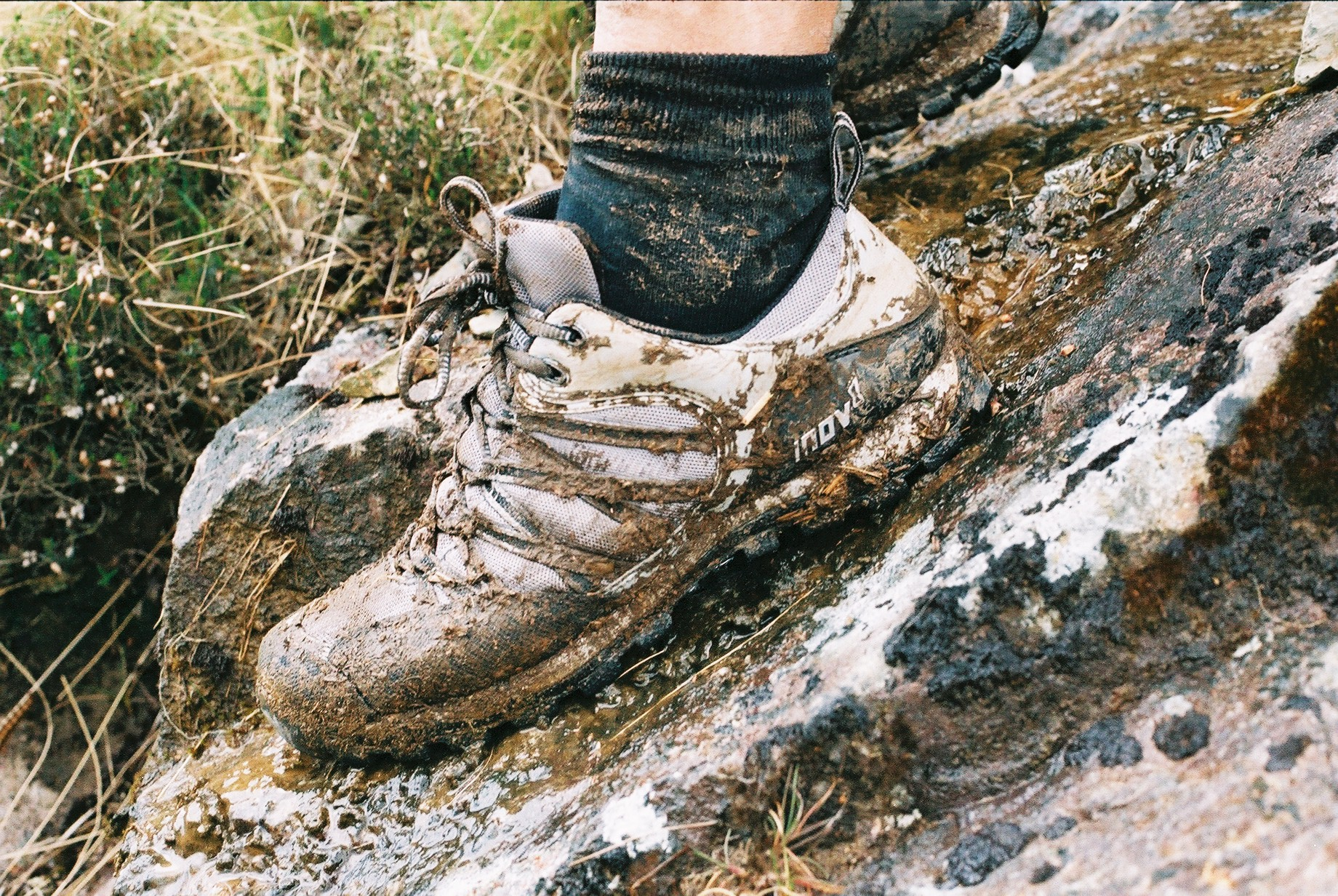
Schuhe nach dem Lauf durch schlammiges Gelände
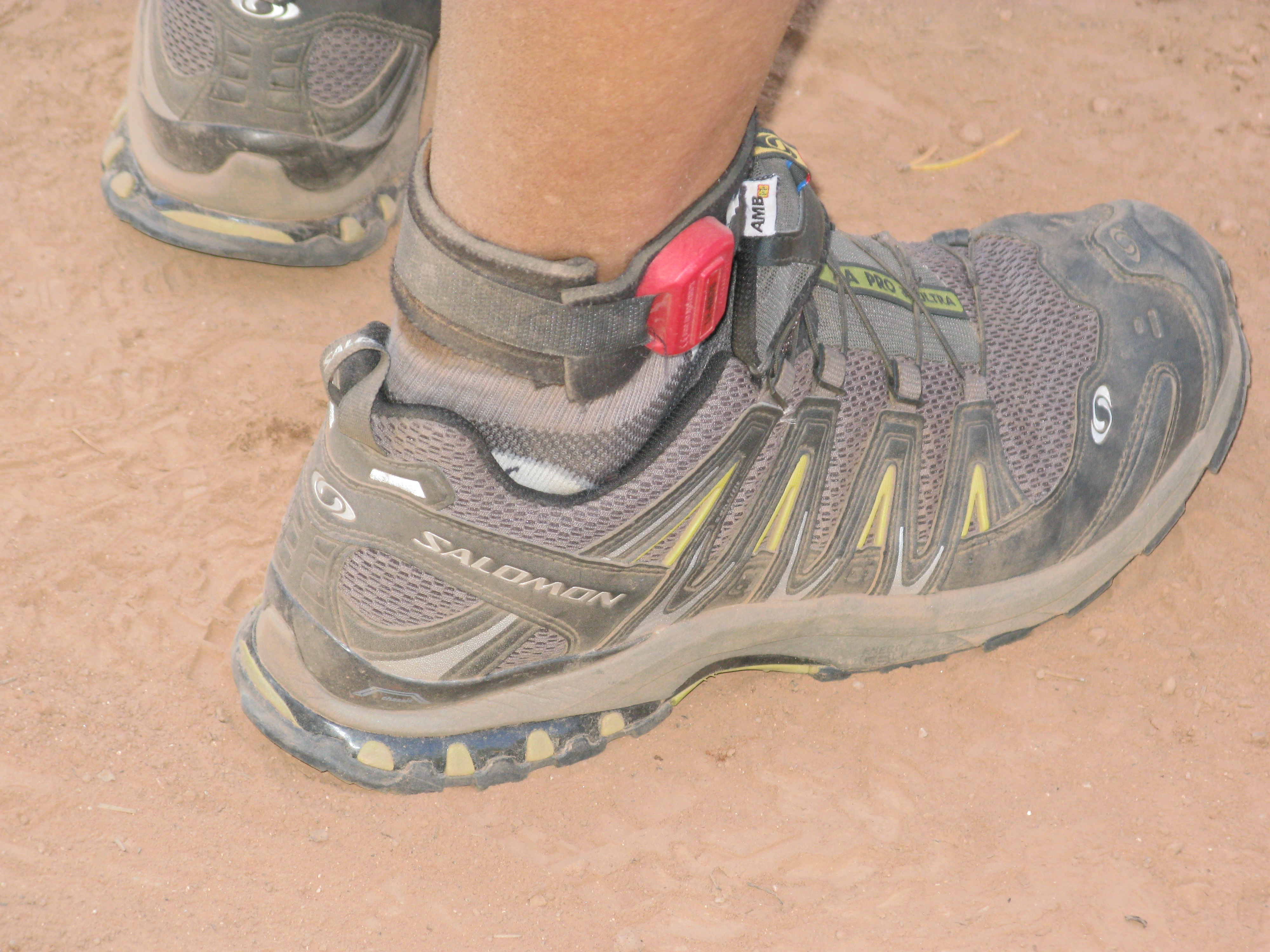
Schuhe mit Niedrigprofilsohle für eine bessere Stabilität

## Veranstaltungen

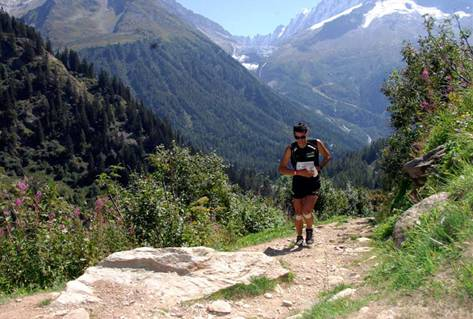
Kílian Jornet Burgada beim Ultra-Trail du Mont-Blanc 2008

Die wohl populärste Trailveranstaltung in Deutschland ist der GutsMuths-Rennsteiglauf, der seit 1973 stattfindet. Er besteht aus einem Supermarathon von 72,7 km, einem Marathon von 43,5 km und einem Halbmarathon. Der anspruchsvollste Lauf in Österreich ist mit rund 95 km und ca. 6500 Höhenmetern der Pitztal-Gletscher Trail-Maniak.
Seit 2001 richtet die Deutsche Ultramarathon-Vereinigung (DUV) Deutsche Meisterschaften im Ultratrail aus (bis 2011: Deutsche Meisterschaften im Cross- und Landschaftslauf). 2007 wurde von der International Association of Ultrarunners (IAU) die World Trail Challenge ins Leben gerufen, später umbenannt in IAU Trail World Championships.
Einer der anspruchsvollsten Trailläufe weltweit ist der Ultra-Trail du Mont-Blanc (UTMB), der mit einer Streckenlänge von ca. 168 km, mehr als 9000 zu überwindenden Höhenmetern und einem Zeitlimit von 46 Stunden um das Mont-Blanc-Massiv führt. Ebenfalls in hochalpines Gelände führt der Transalpine-Run, ein Etappenlauf, bei dem Zweierteams in acht Tagen 260 km und 15.000 Höhenmeter bewältigen. Der älteste Traillauf in den Vereinigten Staaten ist das Dipsea Race, das – mit Unterbrechungen – seit 1905 in Mill Valley, Kalifornien, ausgetragen wird. Immer beliebter werden auch kleine familiäre Läufe wie etwa der Bilstein-Marathon.
Mittlerweile gibt es auch Laufcups, die Serien von Trailläufen umfassen, z. B. die UTMB World Series (früher: Ultra-Trail World Tour), für die Veranstaltungen weltweit gewertet werden, den Europacup der Ultramarathons oder die Skyrunning-Serie. Für Deutschland ist z. B. der Active Trailrunning-Cup mit sechs Läufen in Ostwestfalen-Lippe zu nennen.